# William Cavendish, IV duca di Devonshire
William Alfred Cavendish, IV duca di Devonshire (Londra, 8 maggio 1720 – Spa, 2 ottobre 1764), è stato un nobile e politico britannico, appartenente al partito Whig. Ereditato dal padre, Lord William Cavendish il titolo di duca di Devonshire, divenne Primo Ministro di Gran Bretagna.

## Biografia

### Infanzia e giovinezza
Nato l'8 maggio 1720 a Londra, era figlio di William, III duca di Devonshire e di Catherine Hoskins.
Uno dei suoi avi era William Cavendish, I duca di Devonshire, uno dei redattori dell'Invito a Guglielmo III d'Orange-Nassau a salire sul trono d'Inghilterra.

### Inizio della carriera politica
Horace Walpole lo descrisse come "uno dei favoriti per discendenza degli Old Whig" e "errante bigotto della fazione di Pelham come Jacques Clément fu per i Gesuiti".
Poiché era stimato anche a corte Pelham lo nominò maestro di stalla, incarico che mantenne sino al 1755 e che lo obbligò a lasciare la Camera dei comuni per assurgere alla Camera dei lord attraverso uno writ of acceleration come Barone Cavendish e divenne anche membro del Privy Council. Devonshire supportò, inoltre, il Duca di Newcastle dopo la morte di Henry Pelham nel 1754 e divenne Lord luogotenente d'Irlanda dal 2 aprile 1755 al 3 gennaio 1757 durante l'amministrazione di Newcastle. Nell'aprile del 1755 fu uno dei Lord Justices del reame durante l'assenza del re, recatosi in visita ad Hannover.

### Matrimonio

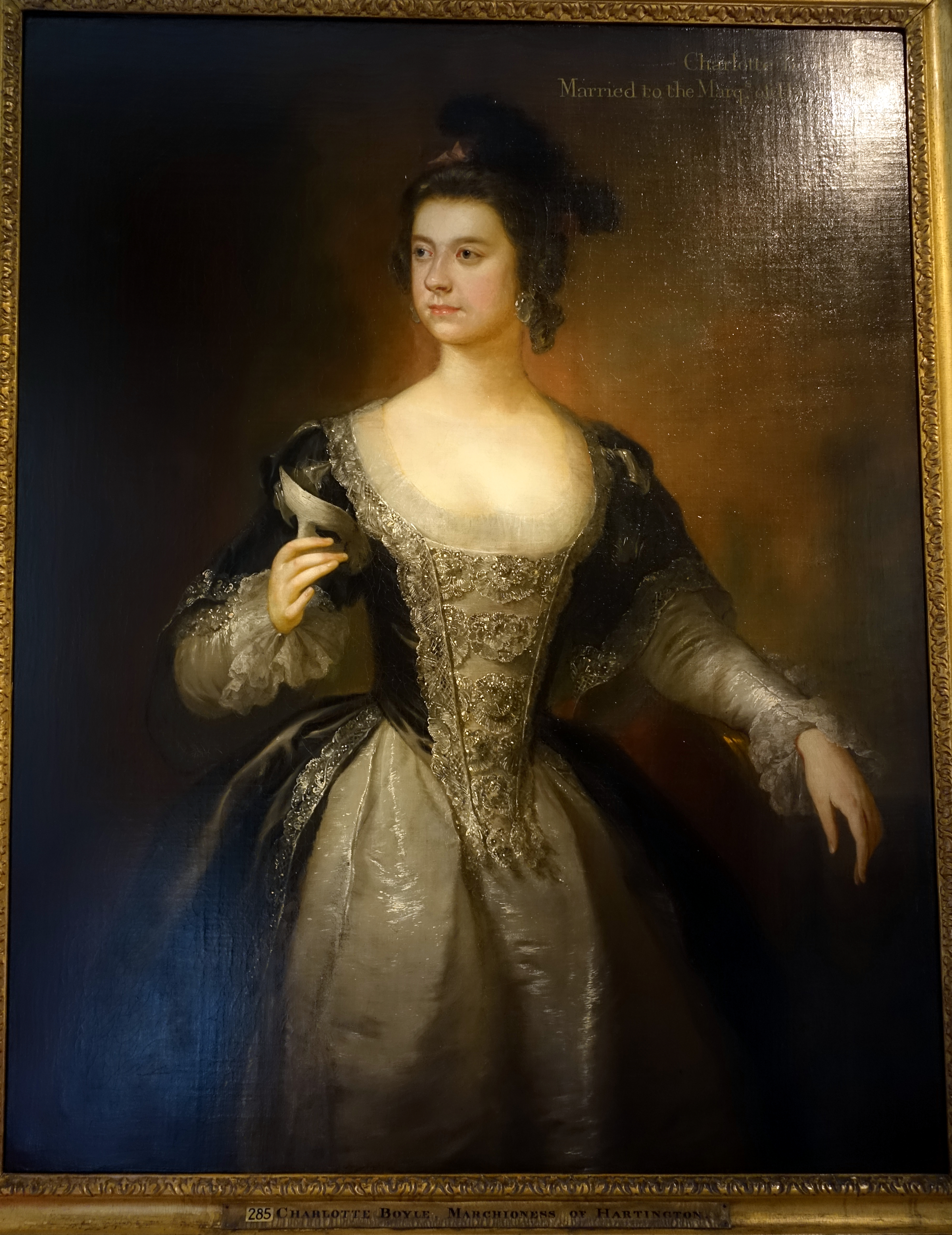
Un ritratto di Lady Charlotte Elizabeth Boyle, VI baronessa Clifford custodito a Chatsworth House, nel Derbyshire

Il Duca di Devonshire sposò il 27 marzo 1748 a Pall Mall, Londra, Lady Charlotte Elizabeth Boyle, VI baronessa Clifford (1731 – 1754), figlia ed erede di Richard Boyle, III conte di Burlington, famoso architetto e collezionista di oggetti d'arte. Attraverso di lei, i Duchi di Devonshire ereditarono le residenze di Chiswick House e Burlington House a Londra, Bolton Abbey e Londesborough Hall nello Yorkshire e Lismore Castle nella contea di Waterford, in Irlanda. Il Duca si servì di Lancelot Brown per ridisegnare i giardini e il parco di Chatsworth House, che rese la sua primaria residenza londinese. Chiamò al proprio servizio anche James Paine per disegnarne un nuovo ampliamento.

### Duca di Devonshire

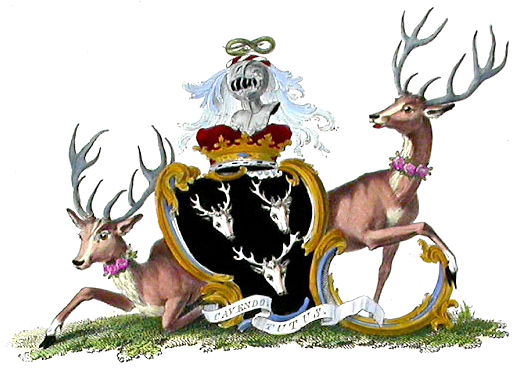
Lo stemma dei Duchi di Devonshire

Devonshire ascese, alla morte di suo padre nel dicembre del 1755, ai titoli paterni, tra cui quello di Duca di Devonshire.

### Primo Ministro
La guerra dei sette anni nel frattempo stava provocando ingenti perdite per la Gran Bretagna sotto la leadership del Duca di Newcastle e quando quest'ultimo venne costretto a dare le sue dimissioni nell'ottobre del 1756, Giorgio II chiese al Duca di Devonshire di tenere le redini del governo. Devonshire accettò l'incarico alla condizione che il suo termine avesse fine dopo la conclusione della sessione parlamentare fino a nuove elezioni.
Il Duca di Devonshire ottenne, dunque, il cavalierato dell'Ordine della Giarrettiera e venne nominato primo lord del tesoro nel novembre del 1756 e prestò servizio a tale incarico sino al maggio del 1757 in un'amministrazione effettivamente guidata da William Pitt il Vecchio. L'amministrazione Devonshire assicurò però la crescita di soldi utili alla guerra, le truppe vennero inviate in America e venne approvato il Militia Act.
L'amministrazione si concluse però nel giro di breve tempo per una serie di motivi, inclusa l'opposizione di Giorgio II e la contestata esecuzione dell'ammiraglio John Byng. Dopo la fine del suo mandato il Duca di Devonshire venne rimpiazzato nuovamente dal Duca di Newcastle che includeva nella sua nuova formazione anche Pitt, Henry Fox e John Russell, IV duca di Bedford. Questo nuovo governo condusse la Gran Bretagna alla conclusione positiva della guerra e al termine delle ostilità.

### Lord Ciambellano

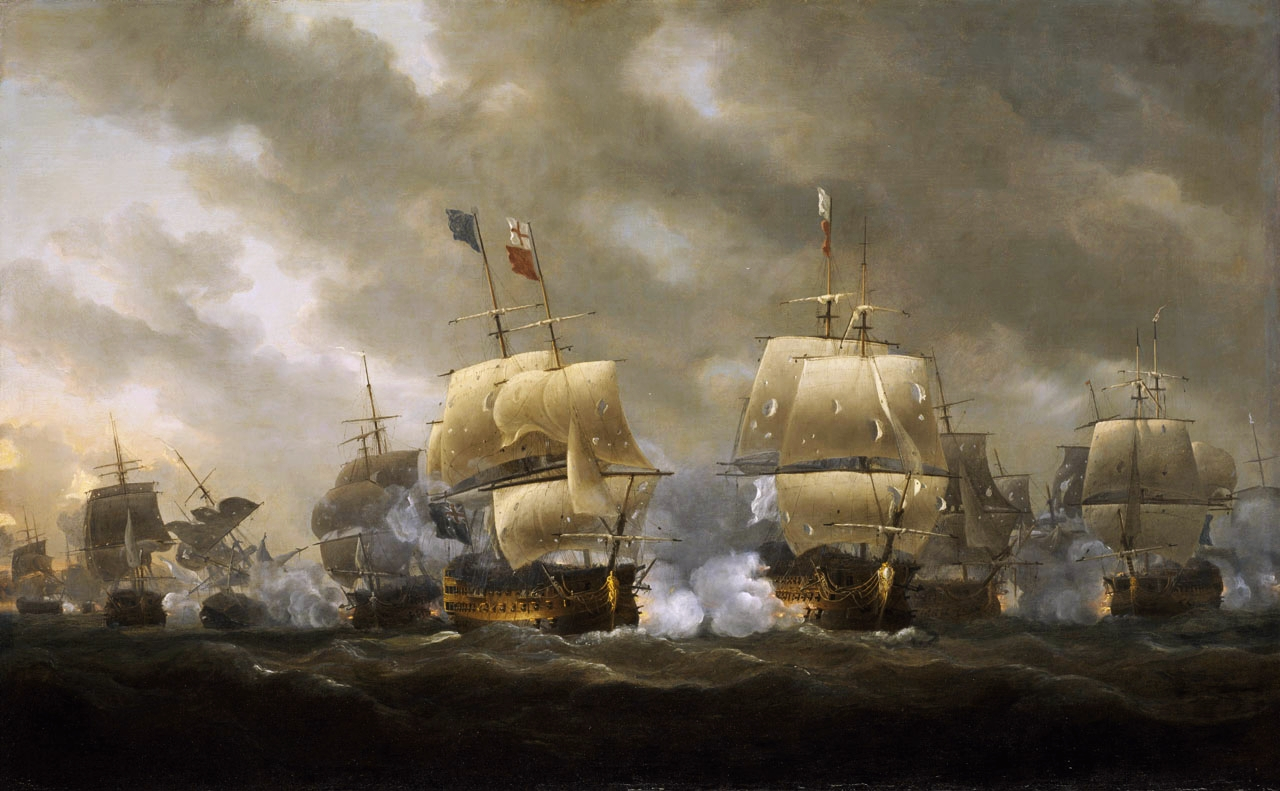
Il 1759 venne conosciuto con il nome di Annus mirabilis, dopo che gli inglesi vinsero molte battaglie sul continente e per mare. Nel novembre di quell'anno la Francia aveva pianificato l'invasione della Gran Bretagna, che però si era risolta in una grande sconfitta a Quiberon. Gran parte del merito andò a Pitt piuttosto che a Thomas Pelham-Holles

Devonshire, dopo le proprie dimissioni, venne nominato lord ciambellano nel governo del Duca di Newcastle e le sue relazioni con il suo successore si fecero sempre più strette. Giorgio II morì nell'ottobre del 1760 e venne succeduto da suo nipote Giorgio III, che era sospettoso nei confronti dei Duchi di Devonshire e Newcastle. Quando Newcastle diede le proprie dimissioni nel maggio del 1762, il Duca di Devonshire disse che egli avrebbe frequentato solo raramente i consigli indetti da Lord Bute. Quando nell'ottobre di quell'anno Giorgio III richiese che il gabinetto di governo stilasse le condizioni di pace della guerra da poco finita, Devonshire declinò la partecipazione adducendo la scusa di avere conoscenze inadeguate in materia. Il 28 ottobre, viaggiando da Kew a Londra, il re vide una carrozza con a bordo i Duchi di Devonshire e Newcastle e pensò che i due duchi si fossero rassegnati all'idea di dare le loro dimissioni e questo era lo scopo del Duca di Devonshire. Quando però il Duca giunse a Londra Giorgio III si rifiutò di vederlo e come scrisse più tardi "Ordinai al paggio di dirgli che non volevo vederlo, e che se avesse chiesto se avesse potuto andarsene di rispondere che doveva ricevere dei miei ordini. Mentre se ne andava dissi ad alta voce <<Dio vi benedica, passerà molto tempo prima che noi ci rincontreremo>>". Durante un incontro con il suo consiglio privato quattro giorni più tardi il re personalmente cancellò il nome del Duca di Devonshire dalla sua lista di consiglieri. Secondo uno dei suoi biografi, John Brooke, "Molte cose nella lunga vita di re Giorgio III lo misero in cattiva luce".

### Ultimi anni e morte
Devonshire diede le proprie dimissioni da Lord Luogotenente del Derbyshire in solidarietà con il Duca di Newcastle e con il Marchese di Rockingham che fecero la medesima cosa.
Da sempre egli aveva avuto una debole costituzione e gradualmente, crescendo, si era ammalato sempre più. Egli morì nei Paesi Bassi austriaci a Spa (attuale Belgio) ove era solito recarsi per le cure termali. La sua morte fu una grande perdita per i suoi alleati politici. Morendo a 44 anni e 147 giorni di vita egli fu il Primo Ministro a morire più giovane nella storia inglese.

## Discendenza
Lord Cavendish e Lady Charlotte Elizabeth Boyle ebbero quattro figli:
- William Cavendish, V duca di Devonshire (1748–1811);
- Dorothy Cavendish (27 agosto 1750 – 3 giugno 1794), sposò William Henry Cavendish-Bentinck, III duca di Portland, il quale divenne poi primo ministro. Attraverso di lei, il IV Duca di Devonshire è antenato della regina Elisabetta II;
- Richard Cavendish (1752–1781);
- George Augustus Henry Cavendish, creato I conte di Burlington della seconda creazione (1754–1834). Il nipote di Lord Burlington, William Cavendish, erediterà poi il titolo di Duca di Devonshire.

## Ascendenza
|                                           |                 |                               | Genitori                                    |  |  | Nonni |  |  | Bisnonni                                |  |  | Trisnonni                                  |  |
|                                           |                 |                               |                                             |  |  |       |  |  | William Cavendish, I duca di Devonshire |  |  | William Cavendish, III conte di Devonshire |  |
|                                           |                 |                               |                                             |  |  |       |  |  | William Cavendish, I duca di Devonshire |  |  | William Cavendish, III conte di Devonshire |  |
|                                           |                 | lady Elizabeth Cecil          |                                             |  |  |       |  |  | William Cavendish, I duca di Devonshire |  |  |                                            |  |
| William Cavendish, II duca di Devonshire  |                 |                               |                                             |  |  |       |  |  | William Cavendish, I duca di Devonshire |  |  |                                            |  |
|                                           |                 | lady Mary Butler              | James Butler, I duca di Ormonde             |  |  |       |  |  |                                         |  |  |                                            |  |
|                                           |                 | lady Mary Butler              | James Butler, I duca di Ormonde             |  |  |       |  |  |                                         |  |  |                                            |  |
|                                           |                 | lady Mary Butler              | lady Elizabeth Preston                      |  |  |       |  |  |                                         |  |  |                                            |  |
| William Cavendish, III duca di Devonshire |                 | lady Mary Butler              |                                             |  |  |       |  |  |                                         |  |  |                                            |  |
|                                           |                 | William Russell, lord Russell | William Russell, I duca di Bedford          |  |  |       |  |  |                                         |  |  |                                            |  |
|                                           |                 | William Russell, lord Russell | William Russell, I duca di Bedford          |  |  |       |  |  |                                         |  |  |                                            |  |
|                                           |                 | William Russell, lord Russell | lady Anne Carr                              |  |  |       |  |  |                                         |  |  |                                            |  |
| Rachel Russell                            |                 | William Russell, lord Russell |                                             |  |  |       |  |  |                                         |  |  |                                            |  |
|                                           |                 | lady Rachel Wriothesley       | Thomas Wriothesley, IV conte di Southampton |  |  |       |  |  |                                         |  |  |                                            |  |
|                                           |                 | lady Rachel Wriothesley       | Thomas Wriothesley, IV conte di Southampton |  |  |       |  |  |                                         |  |  |                                            |  |
|                                           |                 | lady Rachel Wriothesley       | Rachel Massue de Ruvigny                    |  |  |       |  |  |                                         |  |  |                                            |  |
| William Cavendish, IV duca di Devonshire  |                 | lady Rachel Wriothesley       |                                             |  |  |       |  |  |                                         |  |  |                                            |  |
|                                           | Charles Hoskyns | sir Thomas Hoskyns            |                                             |  |  |       |  |  |                                         |  |  |                                            |  |
|                                           | Charles Hoskyns | sir Thomas Hoskyns            |                                             |  |  |       |  |  |                                         |  |  |                                            |  |
|                                           | Charles Hoskyns | Dorothy Aldersey              |                                             |  |  |       |  |  |                                         |  |  |                                            |  |
| John Hoskins                              | Charles Hoskyns |                               |                                             |  |  |       |  |  |                                         |  |  |                                            |  |
|                                           |                 | Anne Hale                     | William Hale                                |  |  |       |  |  |                                         |  |  |                                            |  |
|                                           |                 | Anne Hale                     | William Hale                                |  |  |       |  |  |                                         |  |  |                                            |  |
|                                           |                 | Anne Hale                     | Rose Bond                                   |  |  |       |  |  |                                         |  |  |                                            |  |
| Catherine Hoskins                         |                 | Anne Hale                     |                                             |  |  |       |  |  |                                         |  |  |                                            |  |
|                                           |                 | William Hale                  | Roland Hale                                 |  |  |       |  |  |                                         |  |  |                                            |  |
|                                           |                 | William Hale                  | Roland Hale                                 |  |  |       |  |  |                                         |  |  |                                            |  |
|                                           |                 | William Hale                  | Elizabeth Garraway                          |  |  |       |  |  |                                         |  |  |                                            |  |
| Catherine Hale                            |                 | William Hale                  |                                             |  |  |       |  |  |                                         |  |  |                                            |  |
|                                           |                 | Mary Elwes                    | Jeremy Elwes                                |  |  |       |  |  |                                         |  |  |                                            |  |
|                                           |                 | Mary Elwes                    | Jeremy Elwes                                |  |  |       |  |  |                                         |  |  |                                            |  |
|                                           |                 | Mary Elwes                    | Mary Morley                                 |  |  |       |  |  |                                         |  |  |                                            |  |
|                                           |                 | Mary Elwes                    |                                             |  |  |       |  |  |                                         |  |  |                                            |  |

## Titoli e trattamento
- 1720 – 1729: Lord Cavendish di Hardwick
- 1729 – 1741: Il Marchese di Hartington
- 1741 – 1751: Il Marchese di Hartington, MP
- 1751 – 1755: The Right Honourable, il Marchese di Hartington
- 1755 – 1756: Sua Grazia, il Duca di Devonshire, PC
- 1756 – 1764: Sua Grazia, il Duca di Devonshire, KG, PC